# Тлаякапан
Тлаякапан (исп. Tlayacapan) — посёлок и административный центр одноимённого муниципалитета в мексиканском штате Морелос. Численность населения, по данным переписи 2010 года, составила 7989 человек.

## Общие сведения
Название Tlayacapan происходит из языка науатль и его можно перевести двояко: на краю земли или пограничное место.
Поселение было основано задолго до колонизации Мексики, и археологические раскопки показывают, что первыми жителями были ольмеки.
Первая попытка Эрнана Кортеса захватить поселение в 1521 году успехом не увенчалось. В 1539 году попытка увенчалась успехом.

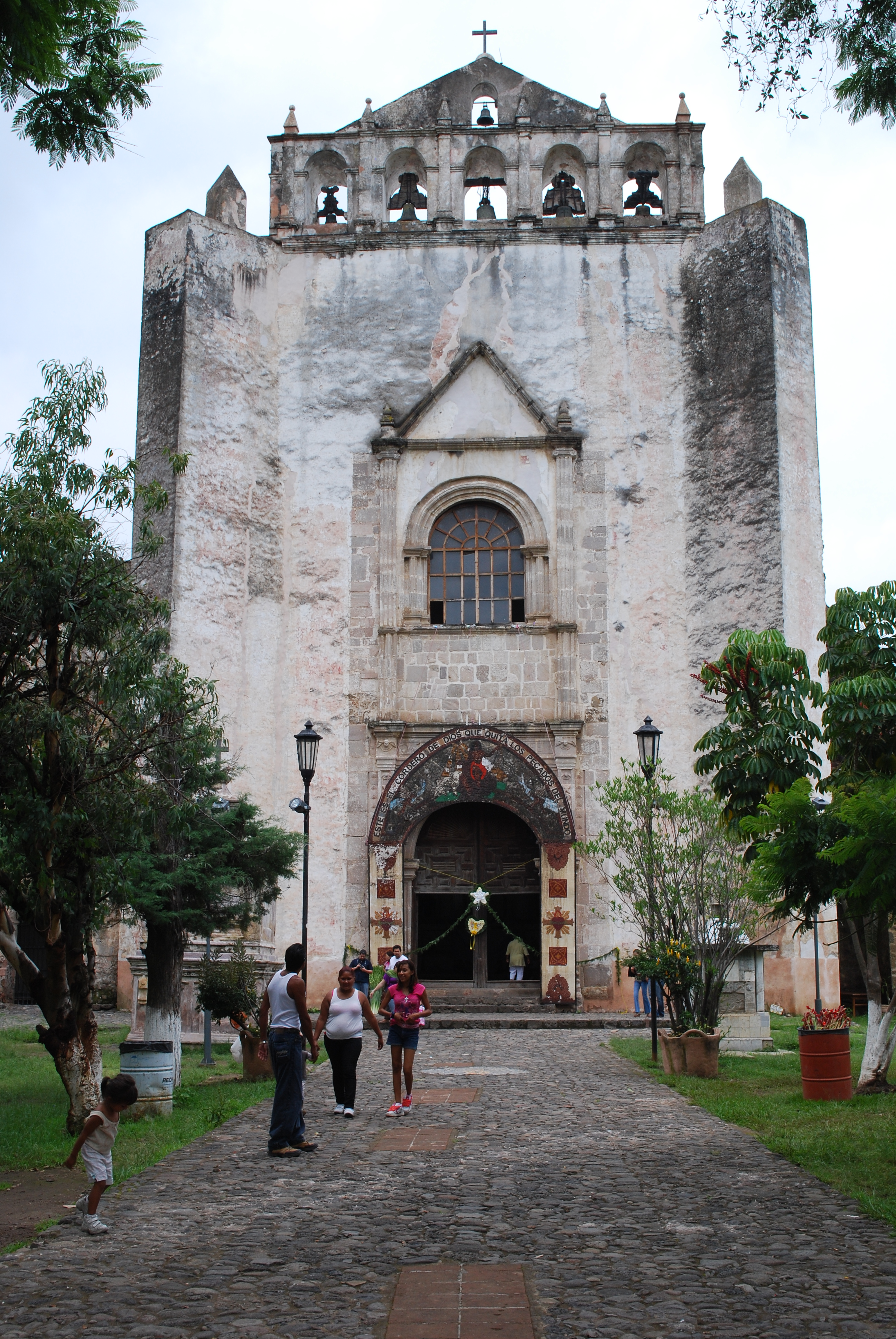
Церковь Святого Хуана Баутиста